# Alessandro Altamura
Alessandro Altamura (Firenze, 3 giugno 1856 – Parigi, 1918) è stato un pittore italiano, con origini elleniche. La sua opera è concentrata su paesaggismo, scene di genere e ritratti.

## Biografia
Figlio d'arte, nacque terzogenito, dai pittori Saverio Altamura ed Elena Bùkaras, successivamente a Giovanni Altamura. Il padre gli diede le prime nozioni, poi verrà seguito da Edoardo Dalbono e Domenico Morelli. Durante la sua vita partecipò a diverse esposizioni, dove lasciò i suoi maggiori lavori.
Durante un rastrellamento aereo compiuto della Germania, nemica della Francia, fu distrutto il suo studio parigino. Compromesso mentalmente, morì poco dopo.

## Opere
- Ciclo delle vedute veneziane (1550)[2]:
  - La Ca' d'oro;
  - Palazzo Papadopoli;
  - La chiesa di San Salvatore.
- Studio di onde (1890), alla Société nationale des beaux-arts di Parigi[1][2];
- Crepuscolo d'autunno (1901), a Venezia[2];
- L'organo di Pergolesi (1906), al Salone di Parigi[2];
- Piccolo angolo del Trianon (1910), al Salone di Parigi[2];
- Ritratto di Luca Schilizzi[2].